# Официална резиденция
Официалната резиденция е резиденцията (от старофренското resider, на латински: residere: обитавам) - мястото, където официално пребивава лице, олицетворяващо най-често държавна (държавен глава, ръководител на правителство и пр.) и по-рядко регионална власт.
Обикновено под това понятие се разбира както сградата, където се помещава резиденцията, така и прилежащите постройки, двор и район. В същото време това тя може да не е мястото, където официалното лице обикновено (или поне често) извършва служебната си дейност или живее.

## Азия

### Северна Корея
- Мемориален дворец Кумсусан

## Америка

### Бразилия
- Паласиу да Алворада
- Паласиу ду Планалту
- Паласиу Итамарати

### Съединени щати
- Белият дом
- Кемп Дейвид

## Африка

### Либия
- Баб ал-Азизия

## Европа

### Австрия
- Хофбург

### България
- Евксиноград

### Ватикан
- Апостолически дворец

### Великобритания
- Адмиралтейска къща
- Бъкингамски дворец
- Даунинг Стрийт 10
- Дворец Кенсингтън
- Дворец Сейнт Джеймс
- Кларънс Хаус
- Уайтхол (дворец)
- Уиндзорски замък

### Германия
- Белвю (дворец)

### Русия
- Московски кремъл

### Турция
- Долмабахче

### Франция
- Лувър